# Семья (фильм, 1970)
«Семья» (яп. 家族, Кадзоку; англ. Where Spring Comes Late) — японский фильм режиссёра Ёдзи Ямады, вышедший на экраны в 1970 году, возглавивший по результатам года список лучших картин. Фильм удостоен 5 премий журнала «Кинэма Дзюмпо» и 5 премий «Майнити».

## Сюжет
Центральный персонаж фильма Сэйити Кадзами — потомственный шахтёр; он живёт и работает на небольшом острове в юго-западной части Японии. Дела на шахте идут неважно, вскоре выработка вовсе прекращается, и чтобы прокормить семью, Сэйити принимает смелое решение: он собирается ехать через всю страну на север, на Хоккайдо, и там на неразработанных землях начать разводить скот. Жена Сэйити — Тамико сперва отговаривает мужа, но, поняв, что его решение твёрдо, отправляется вместе с ним и двумя их маленькими детьми. Отец Сэйити, старый Гэндзо тоже решил отправиться вместе с ними. Они довезут его до Фукуямы, и там он остановится у своего младшего сына, который получает приличное жалованье и сможет прокормить старого отца.
Однако ожидания старика Гэндзо не оправдались. Его младший сын Цутому, работающий на крупном металлургическом заводе, хоть и имеет хороший оклад, но денег на жизнь не хватает, ибо приходится выплачивать кредит за дом и машину, хотя лишнего они себе не позволяют.
Пришлось старому Гэндзо отправиться с семьёй старшего сына дальше. Он может и за шаловливым Цуёси присмотреть, и маленькую Санаэ понянчить.
Семье приходится экономить на каждой копейке, что неоднократно вызывало между мужем и женой неприятные ссоры. Неожиданно заболела Санаэ. Пришлось сделать остановку в Токио, взять номер в отеле и искать врача. Пока родители переходили от больницы к больнице, шло время, и медицинская помощь опоздала. Девочку не удалось спасти.
Тяжелая утрата озлобила главу семьи. Сэйити наговорил много резких и несправедливых слов жене и отцу. Лучше было бы ему одному сначала поехать, устроиться как следует, а потом уже вызывать их к себе. Может, тогда дочку и не потеряли бы…
Но вот и Хоккайдо. Здесь значительно холоднее, чем у них на острове. Весна приходит сюда в июне. Семья Кадзами заняла пустой домик. Сэйити сам сделает ремонт, и здесь можно будет жить.
Но тут ещё одно горе обрушилось на переселенцев: умер старый Гэндзо. Не удалось ему узнать новой жизни. А он так обрадовался земле, так ему хотелось поработать на ней…
Томико опять оказалась сильнее мужа. Она ещё надеется на лучшее. Надо подождать два месяца — придут тёплые тихие дни, зазеленеет трава, распустятся цветы. Коровы начнут хорошо есть и лучше доиться. И людям станет легче. Надо только подождать…

## В ролях
…В «Семье» я хотел последовательно проанализировать положение трудящихся в Японии. Кроме того, я хотел показать, что родина в моих фильмах — это дорогая людям земля, которую они вынуждены покидать или даже оставлять навсегда в силу жестоких социальных условий. В этом глубокий драматизм японской действительности.
- Тиэко Байсё — Тамико
- Хисаси Игава — Сэйити Кадзами, её муж
- Цуёси Киносита — Цуёси, их сын
- Тисю Рю — дед Гэндзо
- Гин Маэда
- Масуми Харукава
- Хадзимэ Хана
- Киёси Ацуми

## Премьеры
- — 24 октября 1970 года состоялась национальная премьера фильма в Токио[2].
- — американская премьера фильма состоялась 8 мая 1971 года в Нью-Йорке[2].
- — в советском кинопрокате фильм демонстрировался в чёрно-белом варианте с 7 августа 1972 года. Дублирован на к/ст «Мосфильм», 1972 г.[3][4].
- — европейская премьера фильма состоялась 20 сентября 1972 года в Копенгагене, Дания[2].
- — современному российскому зрителю кинолента была представлена 13 ноября 2019 года в рамках ретроспективы фильмов режиссёра Ёдзи Ямады в Москве (в конференц-зале Государственной Третьяковской галереи)[5].

## Премии и номинации
- 5 премий журнала «Кинэма Дзюмпо» (1971) — за лучший фильм; лучшую режиссуру (Ёдзи Ямада); лучший сценарий (Ёдзи Ямада, Акира Миядзаки); лучшую главную мужскую роль (Хисаси Игава); лучшую главную женскую роль (Тиэко Байсё)[6]..
- 5 премий «Майнити» — за лучший фильм; за лучший сценарий; за лучшее исполнение главной мужской роли (Хисаси Игава); за лучшее исполнение главной женской роли (Тиэко Байсё); за лучшую мужскую роль второго плана (Тисю Рю)[6].